# مركز دراسة مخطوطات العهد الجديد
مركز دراسة مخطوطات العهد الجديد (بالإنكليزية The Center for the Study of New Testament Manuscripts) منظمة غير ربحية هدفها حفظ نص العهد الجديد بالتصوير الرقمي لكل مخطوطات العهد الجديد اليونانية الموجودة. أسسها دانيل والس في تكساس في 2002م.

## مواقع خارجية
موقع مركز CSNTM